# Nílton Pinheiro da Silva
Nílton Pinheiro da Silva, detto Nílton Batata (Londrina, 15 novembre 1954), è un ex calciatore brasiliano, di ruolo attaccante.

## Carriera

### Club
Ha giocato nel massimo campionato brasiliano e messicano. Venne acquistato dall'América per $400.000.

### Nazionale
Ha giocato 4 partite per il Brasile, venendo incluso tra i convocati per la Copa América 1979.